# Илан Кабиљо
Илан Кабиљо (Загреб, 12. март 1969.) је хрватски композитор, аранжер, продуцент, певач и перкусиониста.

## Биографија
Музичко образовање Кабиљо је стекао у Музичкој школи Павао Марковац у Загребу и у породичном окружењу где му је мајка Катја професор клавира, а отац Алфи композитор, диригент и аранжер. Похађао је Универзитет Калифорније у Лос Анђелесу где је студирао музику. Деведесетих је снимио десетак песама у дуету Илан&Ивана са Ваном, која је касније написала његов највећи хит „Кад нема љубави”. Касније је објавио три соло албума. Истовремено је сарађивао као композитор, продуцент и аранжер са ЕТ, Иваном Банфић, Нином Бадрић, групом Дивас и другима. 1998. осваја Порин за продукцију албума Personality Нине Бадрић.
Живи и ради у Бечу.

## Албуми
- La Cienega (1996)
- The Fugitive (1998)
- Само се једном љуби (2000)